# Endropiodes occidentalis
Endropiodes occidentalis är en fjärilsart som beskrevs av Eugen Wehrli 1940. Endropiodes occidentalis ingår i släktet Endropiodes och familjen mätare. Inga underarter finns listade i Catalogue of Life.